# Анен
Анен (*XIV ст. до н. е.) — давньоєгипетський державний діяч XVIII династії, верховний жрець Ра у Геліополісі за правління фараона Аменхотепа III.

## Життєпис
Син Юйя, начальника пасовищ, та Туйї. Його кар'єрі сприяло одруження сестри Тії зі спадкоємцем трону Аменхотепом. Коли той посів трон, у 1391/1388 році до н. е. стає Другим пророком (жерцем) Амона у Фівах, новим верховним жерцем Ра в Геліополісі, а згодом чаті Нижнього Єгипту.
Більшу увагу приділяв науці, є свідчення щодо значних знань Анена в астрономії. Також вправно керував Нижнім Єгиптом. Помер близько 30 року правління Аменхотепа III, що відповідає 1361/1358 року до н. е. Поховано у гробниці ТТ120 в некрополі Шейх Абд ель-Курна.